# Nominale ondersoort
In de zoölogische nomenclatuur wordt met de nominale ondersoort of nominaatvorm van een soort de ondersoort bedoeld waartoe het type van de naam van de soort behoort. Voor de nominale ondersoort geldt dat de ondersoortnaam dezelfde spelling heeft als de soortnaam. 
De nominale ondersoort van Papilio demodocus heeft als naam een trinomen: Papilio demodocus demodocus.
De nominale ondersoort wordt geciteerd met dezelfde auteur en publicatiedatum als de naam van de soort.